# Akira Yoshida (giocatore di calcio a 5)
Akira Yoshida (Hyogo, 26 agosto 1986) è un ex giocatore di calcio a 5 giapponese.

## Biografia
Sposato con una siciliana, è amico personale di Yūto Nagatomo e Takayuki Morimoto. All'età di 26 anni ha iniziato ad affiancare al calcio a 5 la ristorazione, divenuta ben presto la sua attività principale.

## Carriera
Truffato da un sedicente procuratore sportivo che gli promise un ingaggio in Italia per poi dileguarsi, Yoshida si trasferisce a Ripa Teatina nel 2003. Nonostante l'accaduto, negli anni successivi riesce a farsi ingaggiare da alcune squadre di Eccellenza e Serie D.
Yoshida inizia la sua avventura nel calcio a 5 nel 2006 con il CUS Chieti ma è nelle file della Coar Orvieto che si mette in mostra, vincendo il campionato di Serie B e disputando quello di Serie A2. Nel 2010 viene convocato dalla Nazionale di calcio a 5 del Giappone per prendere parte alla AFC Futsal Championship la coppa d'Asia di Calcio a 5 e sigla una marcatura contro la Nazionale Iraniana.
Nella stagione 2010-11 approda nell'Acquedotto, squadra romana di serie B. Durante il mercato estivo del 2011 raggiunge l'accordo con l'Augusta, con cui esordisce in Serie A: Yoshida diventa così il primo giapponese a giocare nella massima serie italiana. L'esperienza dura tuttavia solo pochi mesi, al termine dei quali il calcettista scende di categoria per accordarsi con l'Atletico Ferentino iscritto nella Serie C1 del Lazio.